# Teastas Eorpach na Gaelige
Il TEG (Teastas Eorpach na Gaeilge) in italiano Certificazione Europea in Irlandese è una serie di esami per gli studenti adulti dell'irlandese. Il TEG è riconosciuto dal quadro comune europeo di riferimento per la conoscenza delle lingue. La certificazione prende in esame quattro abilità: produzione orale, comprensione orale, produzione scritta e comprensione scritta. I livelli disponibili sono sei e vanno dall'A1 al C2. I candidati di qualsiasi livello possono scegliere di essere sottoposti alla prova completa (Lánchreidiúint) o di svolgere solamente la prova orale.

## Bonnleibhéal
Il Bonnleibhéal (letteralmente livello base) è la prima certificazione per la lingua irlandese che comprende dunque i livelli A1 e A2.

### Bonnleibhéal 1 (A1)

#### Comprensione e produzione orale
Per questo livello, i candidati sono in grado di usare singoli vocaboli e frasi semplici quando partecipano a una conversazione su argomenti ed episodi basati sulla loro esperienza personale. Per esempio, saranno in grado di fornire una descrizione basilare di sé stessi, del luogo in cui abitano, del loro lavoro e della loro routine. Devono comprendere un discorso semplice, esposto lentamente e in maniera ben scandita, che si riferisca ad eventi quotidiani. Faranno affidamento agli altri affinché li aiutino nei tentativi di comunicazione.

#### Comprensione scritta
I candidati comprendono dei testi forniti che sono brevi e semplici e che riguardano strettamente la vita di tutti i giorni. Sanno inoltre scomporre un testo, frase per frase, individuando nomi, vocaboli e frasi basilari facilmente riconoscibili. Avranno bisogno di rileggere il testo se necessario.

#### Produzione scritta
Per questo livello, i candidati sono in grado di scrivere singoli vocaboli in forma semplice. Per esempio, sono in grado di scrivere frasi semplici come 'Is maith liom ceol' ('Mi piace la musica'). Ai candidati per la certificazione A1 è richiesto solo di scrivere singole parole.

### Bonnleibhéal 2 (A2)

#### Comprensione e produzione orale
A questo livello, i candidati sono in grado di descrivere, con termini semplici, i loro trascorsi, il loro lavoro, le loro attività quotidiane, i loro gusti e le loro antipatie. Sanno usare frasi semplici e partecipare a conversazioni riguardo a eventi ordinari. Saranno in grado di comprendere frasi semplici e parti comuni del discorso, pertinenti alla vita di tutti i giorni, purché l'interlocutore sia chiaro, che il discorso non sia troppo dialettale e che si esprima ad un ritmo ragionevole. Continuano ad affidarsi a terzi per farsi aiutare con le difficoltà nella comunicazione.

#### Comprensione scritta
I candidati riescono a comprendere il contenuto essenziale di lettere o posta elettronica purché queste siano in un linguaggio semplice e che il discorso appartenga a un'area di competenza o di interesse del candidato.
Gli studenti non saranno invece in grado di capire discorsi su argomenti astratti o documenti che non contengono un linguaggio comune. Dovranno usare le loro fonti limitate in termini di vocabolario e struttura per assicurarsi del significato di un testo e per comprendere passaggi di testi semplici.

#### Produzione scritta
Il candidato sa scrivere frasi semplici, ad esempio in un'e-mail, riguardo a tematiche strettamente legate alla sua vita personale, come 'Tá mé ag dul go dtí an phictiúrlan' ('Stasera andrò al cinema'). Per ottenere la certificazione lo studente dovrà essere in grado di scrivere semplici frasi costruite con congiunzioni semplici come 'è, 'ma' e 'poiché'.

## Meánleibhéal
Il Meánleibhéal (letteralmente livello intermedio) è la seconda certificazione ottenibile per la lingua irlandese. Come il Bonnleibhéal, anche il Meánleibhéal è composto da due gradi, che corrispondono a B1 e B2.

### Meánleibhéal 1 (B1)

#### Comprensione e produzione orale
A questo livello, lo studente è in grado di partecipare, senza una preparazione precedente, a conversazioni su argomenti generali che si riferiscono alla sua vita. Dovrebbe comprendere programmi televisivi e conversazioni telefoniche. Dovrebbe riuscire a intervenire in semplici scambi di opinioni riguardo ad argomenti che gli sono familiari. Ciononostante, non è ancora capace di esprimere un punto di vista elaborato. La "prevedibilità" è fondamentale a questo livello.

#### Comprensione scritta
A questo livello, il candidato capisce il significato generale di un resoconto scritto che riguardi qualcosa a lui familiare, per esempio, articoli non specialistici di quotidiani, settimanali, volantini o dépliant riguardanti eventi culturali, hobby e altro. Sa capire le descrizioni di eventi, emozioni e simili, riportate in lettere semplici, posta elettronica e altri tipi simili di corrispondenza.

#### Produzione scritta
Per questo livello, i candidati sapranno scrivere semplici annotazioni, e-mail e semplici lettere personali che riportano informazioni oggettive riguardo a eventi o descrizioni di attività. Riguardo al loro lavoro, sapranno scrivere una lettera semplice che riporti fatti, date e simili. La produzione scritta dovrebbe essere soggetta a una lettura di prova poiché potrebbero essere presenti degli errori che si trovano all'infuori delle normali consegne incontrate dallo studente.

### Meánlibhéal 2 (B2)

#### Comprensione e produzione orale
Lo studente dovrebbe essere capace di partecipare attivamente a conversazioni ordinarie a un ritmo normale riguardo a un'ampia gamma di argomenti oltre che a temi che lo riguardano. Deve avere l'abilità che gli consenta di cominciare e sviluppare un discorso e un'argomentazione coerente su un tema dato. Il candidato può scambiare, controllare e confermare le informazioni; può commentare l'importanza che hanno avuto certe situazioni sulla propria esperienza personale, esplicitare il proprio punto di vista e difendere la propria opinione con esempi e argomentazioni coerenti. Dovrà essere abile inoltre ad affrontare un imprevisto qualora si dovesse presentare.

#### Comprensione scritta
Il candidato per la certificazione B2 dovrebbe essere in grado di far fronte a molti tipi diversi di testo scritto che riguardano argomenti sconosciuti allo studente oltre a quelli che lo interessano. Dovrebbe comprendere i punti fondamentali di un testo così come le conclusioni e le implicazioni, anche se implicite. Lo studente dovrebbe avere poche difficoltà a capire lettere di corrispondenza che riguardano da vicino tematiche che lo interessano. Dovrebbe essere capace di utilizzare propriamente il dizionario e le fonti (online e altre) per aiutarsi con i termini specialistici o non riguardanti la sua area di interesse.

#### Produzione scritta
Gli studenti del livello B2 devono essere capaci di effettuare molte tipologie di lavori scritti, una volta che il tema riguarda argomenti prevedibili. I candidati sanno come scrivere una lettera formale o informale; come iniziare e terminare una corrispondenza e seguire le regole riguardanti l'indirizzo, le date, la punteggiatura eccetera.
Gli studenti hanno una buona padronanza della grammatica e non commettono il tipo di errori che possono portare a incomprensioni. Usano una grande varietà di vocaboli che ricoprono argomenti di cultura generale e tematiche specifiche nelle quali si ha interesse. I candidati devono fare attenzione all'ortografia e alla punteggiatura ma è probabile che l'influenza della loro madrelingua si veda nello scritto.

## Ardleibhéal
L'Ardleibhéal (letteralmente livello difficile) è l'ultimo livello delle certificazioni per la lingua irlandese ed è anche il più difficile. Come i livelli precedenti, anche l'Ardleibhéal si divide in due gradi: il C1 e il C2 (ovvero il livello che attesta la padronanza dell'irlandese pari a quella di un madrelingua).

### Ardleibhéal 1 (C1)

#### Produzione orale
I candidati devono essere in grado di partecipare a conversazioni colloquiali o in discorsi più formali (letture, dibattiti e interviste, per esempio). Sono capaci di discutere di temi astratti con altre persone, inclusi i madrelingua, se il dialogo non è dialettale, specialistico, tecnico o veloce. Sono in grado di esprimere e difendere le proprie opinioni e idee e di rispondere a puntualizzazioni fatte da altri. Possono parlare fluentemente, spontaneamente e accuratamente riguardo a una vasta quantità di argomenti. Potrebbero esserci imprecisioni nel discorso, specialmente se il candidato dovesse trovarsi sotto pressione o parlare velocemente, ma questi errori sono causati dalla pressione e dalla disattenzione piuttosto che dalla mancanza di conoscenza dei vocaboli. Lo studente può affrontare un discorso sia in contesti formali che informali.

#### Comprensione orale
Gli studenti riescono a capire, senza grosse difficoltà, discorsi e annunci, messaggi, indicazioni registrate, letture, dibattiti, la maggior parte dei programmi radio o trasmissioni televisive e altro materiale dell'ambito sociale, accademico o professionale. Possono comprendere conversazioni e discussioni fra terzi, fintanto che questi non siano in gergo colloquiale, specialistico, in un dialetto regionale o che la conversazione avvenga con ritmi troppo alti. Sono in grado inoltre di capire discorsi estesi anche se questi non sono ben strutturati o se alcuni punti sono sottintesi. I candidati sanno riconoscere un gran numero di frasi e vocaboli e possono riconoscere le differenze di registro linguistico. Non ci si aspetta che sappiano capire ogni parola del linguaggio tecnico o di discorsi che non rientrano nell'ambito di conoscenza del candidato, ma questo saprà comunque cogliere il senso generale.

#### Comprensione scritta
I candidati dell'Ardleibhéal 1 sapranno affrontare i test letterari moderni in irlandese che sono spesso letti in contesti professionali, sociali o accademici, a meno che i testi non siano troppo colloquiali o specialistici. Questo tipo di testi può essere lungo, complesso o astratto. Oltre a un vocabolario ampio, lo studente dovrà dimostrare le seguenti capacità:
1. La capacità di usare correttamente e opportunamente i propri strumenti di riferimento (dizionari e libri di grammatica)
2. L'abilità di analizzare documenti lunghi e complessi e di trarne dei punti d'informazione
3. L'abilità di adattare la propria velocità e il proprio stile di lettura in base a testi specifici e alle consegne.[3]

#### Produzione scritta
Gli studenti sono in grado di produrre molte tipologie di testi scritti. Il tema non deve essere prevedibile o legato al lavoro o all' area di interesse dei candidati. Gli studenti saranno abbastanza fantasiosi da scrivere di argomenti che non riguardano l'esperienza personale. Queste tipologie testuali potrebbero includere: vademecum, volantini, articoli di riviste o giornali, relazioni o mansionari, memorandum, materiale didattico, tesi universitarie, testi narrativi o resoconti di riunioni. I candidati faranno un uso corrente di espressioni, modi di dire, connettori e intercalari. Potrebbe essere evidente l'influenza della lingua madre ma non dovrebbe esserlo così tanto da impedire la comprensione del testo. Infine il testo dovrà essere accurato dal punto di vista grammaticale, ortografico e morfologico.
| Livello             | Ore di studio consigliate |
| ------------------- | ------------------------- |
| Bonnleibhéal 1 (A1) | 80 - 100                  |
| Bonnleibhéal 2 (A2) | 160 - 200                 |
| Meánlibhéal 1 (B1)  | 350 - 400                 |
| Meánlibhéal 2 (B2)  | 500 - 600                 |
| Ardleibhéal 1 (C1)  | + 1000                    |
| Ardleibhéal 2 (C2)  | + 1500                    |